# Lierne
Lierne é uma comuna da Noruega, com 2 972 km² de área e 1 535 habitantes (censo de 2004).         